# Agrostis alopecuroides
Agrostis alopecuroides é uma espécie de gramínea do gênero Agrostis, pertencente à família Poaceae.